# Prüfplakette

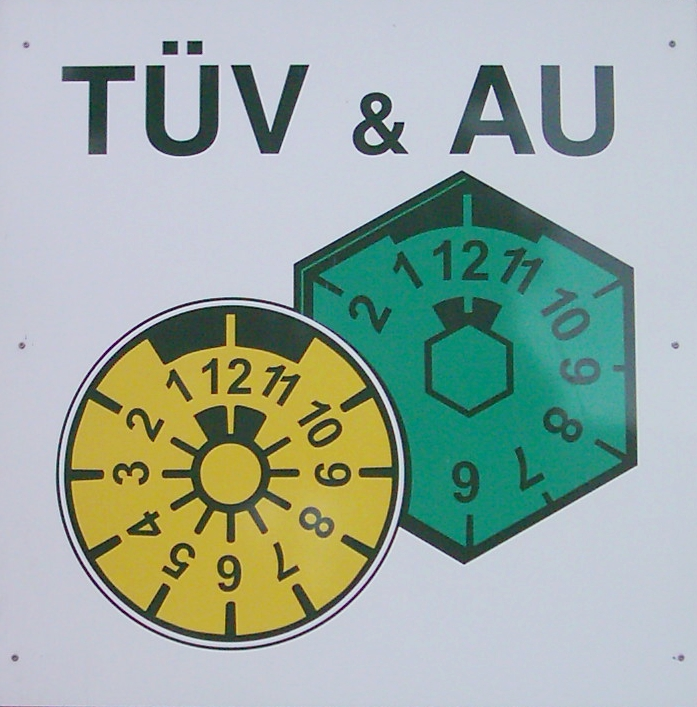
Prüfplaketten

Eine Prüfplakette (oder auch Begutachtungsplakette) ist das äußerlich erkennbare Zeichen dafür, dass eine Überwachungsorganisation die Ordnungsmäßigkeit eines überwachten Gegenstandes oder seines Verhaltens im Hinblick auf einschlägige gesetzliche oder sonstige Bestimmungen am Prüfungstag festgestellt hat und zugleich – im Regelfall – der Hinweis auf den Zeitpunkt der nächsten fälligen Untersuchung. Prüfplaketten gehören zu den Prüfzeichen.

## An Kraftfahrzeugen
- Die meisten Autofahrer in Deutschland kamen in der Vergangenheit mit zwei Prüfplaketten in Kontakt:
  - mit der Prüfplakette über die Hauptuntersuchung zum technischen Zustand des Kraftfahrzeuges (früher landläufig auch als TÜV-Plakette bekannt). Sie dokumentiert die nach § 29 StVZO vorgeschriebene Fahrzeuguntersuchung und wird am hinteren amtlichen Kennzeichen des Kraftfahrzeuges dauerhaft angebracht (runde Plakette). Der nächste fällige Prüftermin kann der Plakette wie folgt entnommen werden: die letzten zwei Stellen des Fälligkeits-Jahres sind in der Mitte aufgedruckt, der Monat zeigt senkrecht nach oben. Die auffällige schwarze Markierung steht immer auf 1-12-11 und zeigt nicht etwa den Prüfungsmonat an, sondern dient in Verbindung mit der Plakettenfarbe durch ihre „Uhrzeigerstellung“ der schnellen optischen Beurteilung durch Ordnungskräfte (z. B. im Vorbeifahren).
  - mit der bis 2009 gültigen Prüfplakette zur Untersuchung des Motormanagements und Abgasreinigungssystems (UMA, früher auch als ASU-Plakette oder AU-Plakette geläufig), vorgeschrieben in § 47a StVZO. Am vorderen amtlichen Kennzeichen befestigt, signalisierte diese Plakette die Einhaltung der Abgasnorm (sechseckige Plakette). Sie entfiel zum Jahreswechsel 2009/2010. Die UMA ist nun in der Hauptuntersuchung enthalten.
- In Österreich werden Kfz-Prüfplaketten nach Kraftfahrgesetz als Begutachtungsplakette bezeichnet („Pickerl“).

## Andere Prüfplaketten
Andere Prüfplaketten tragen beispielsweise:
- Aufzüge
- Elektrische Anlagen oder elektrische Betriebsmittel
- Elektrogeräte
- Feuerlöscher. Hier wird kein Zukunftsdatum vorgeschrieben, sondern das Datum der letzten Prüfung dokumentiert.
- Feuerstätten (Emissionen und Wirkungsgrad werden geprüft)
- Gasflaschen
- Pflanzenschutzgeräte
- Leitern In Betrieben eingesetzte Leitern und Tritte unterliegen einer jährlichen Prüfungspflicht (nach BGI 694)